# Звабливий, Поганий, Злий
«Звабливий, Поганий, Злий» (англ. Extremely Wicked, Shockingly Evil and Vile) — американський трилер режисера Джо Берлінгера. У головній ролі: Зак Ефрон. Світова прем'єра відбулася 26 січня 2019 року. Фільм вийшов у прокат у квітні цього ж року.
Фільм закінчується показом архівних роликів за участю реального Теда Банді, Керол-Енн Бун та інших героїв цього фільму.

## Сюжет
Фільм розповість про відомого серійного маніяка Теда Банді, що погубив життя 36-ти дівчат.

## В ролях
| актор              | роль                |
| ------------------ | ------------------- |
| Зак Ефрон          | Тед Банді           |
| Лілі Коллінз       | Елізабет Клопфер    |
| Кая Скоделаріо     | Керол Енн Бун       |
| Гейлі Джоел Осмент | Джеррі              |
| Джеффрі Донован    | Джон О'Коннелл      |
| Джон Малкович      | суддя Едвард Коварт |
| Джим Парсонс       | Ларрі Сімпсон       |
| Анджела Сарафян    | Джоанна             |
| Ділан Бейкер       | Девід Йокам         |
| Брайан Джераті     | Ден Дауд            |
| Джеймс Гетфілд     | Боб Хейворд         |

## Реліз
Світова прем'єра фільму відбулася на кінофестивалі «Sundance» 26 січня 2019 року.

## Критика
На оглядовому агрегаторі Rotten Tomatoes фільм має рейтинг затвердження 56 % на основі 149 відгуків, а середній рейтинг 5.9 / 10.